# اما دومان
اِما دومان (انگلیسی: Emma Dumont؛ زادهٔ ۱۵ نوامبر ۱۹۹۴) بازیگر، مدل و هنرمند رقص اهل ایالات متحده آمریکا است. وی از سال ۲۰۰۹ میلادی تاکنون مشغول فعالیت بوده‌است.
از فیلم‌ها یا برنامه‌های تلویزیونی که وی در آن نقش داشته‌است، می‌توان به لیمو لیمای عزیز،  دروغ‌گوهای کوچک زیبا، خباثت ذاتی، آکواریوس، و با استعداد اشاره کرد.